# Jeu des petits chevaux
Le jeu des petits chevaux ou jeu de dada est un jeu de société qui consiste à déplacer plusieurs pions (dits petits chevaux) par joueur (entre 1 et 4 par joueurs en général), et à les emmener sur la partie réservée à leur couleur. Le premier joueur qui arrive sur la dernière case remporte la partie.

## Règle du jeu
Deux à quatre joueurs disposent chacun d'un ou plusieurs pions-chevaux, et jouent en lançant un dé à tour de rôle (un 6 obtenu sur le dé permettant de rejouer). Un joueur doit d'abord réaliser un 6 avec le dé pour pouvoir sortir un petit cheval de son écurie. Il doit ensuite lui faire parcourir toutes les cases situées à la périphérie du plateau, en le faisant avancer d'un nombre de cases égal au résultat du dé, avant de remonter une dernière allée propre à chaque couleur. Les pions sont avancés dans le sens des aiguilles d'une montre.
À son tour de jeu, le joueur peut décider de jouer tel ou tel de ses petits chevaux en fonction du résultat du dé.
Chaque joueur est libre d’avoir de sortis le nombre de petits chevaux qu'il désire, mais il ne peut en déplacer qu'un seul par tour. Dans les parties où chaque joueur ne joue qu’avec un seul petit cheval, il n’y a donc aucune part de stratégie ou de tactique, tout reposant sur le hasard.
Il existe différents cas particuliers. Ainsi, lorsqu'un petit cheval arrive sur une case occupée par un concurrent, il le renvoie dans son écurie (le départ). En revanche, si le joueur arrive sur une case occupée par un autre petit cheval de sa couleur, il arrête son pion juste derrière.
Après que son pion a fait le tour du plateau, le joueur doit faire le chiffre exact sur le dé de sorte qu'il s'arrête devant son escalier. Par exemple, si le pion-cheval est situé à trois cases du bas de l'escalier, le joueur doit obtenir un 3 sur son dé pour emmener son pion en bas de l'escalier. Si le chiffre est trop grand, il avance son pion jusqu’à la case du bas de l'escalier, puis le recule du nombre de cases correspondant à la différence entre le chiffre à faire et le chiffre fait ; en reprenant l'exemple : si le joueur obtient 4 avec le dé, il avancera le pion de trois cases, puis le reculera d'une case.
Une fois que le pion d'un joueur se trouve dans la case située devant l'escalier de sa couleur, il doit remonter marche par marche jusqu'au centre du jeu. Pour cela, le joueur doit obtenir à chaque fois le chiffre exact inscrit dans la case, et un 6 pour arriver à la coupe.
La victoire est remportée par le premier joueur qui arrive à amener, selon les variantes,, un ou plusieurs de ses pions-chevaux à la coupe.
Quand un joueur obtient 3 fois la face 6 de suite, il doit éliminer un de ses pionts, celui de son choix.

## Historique

Descendants du Pachisi

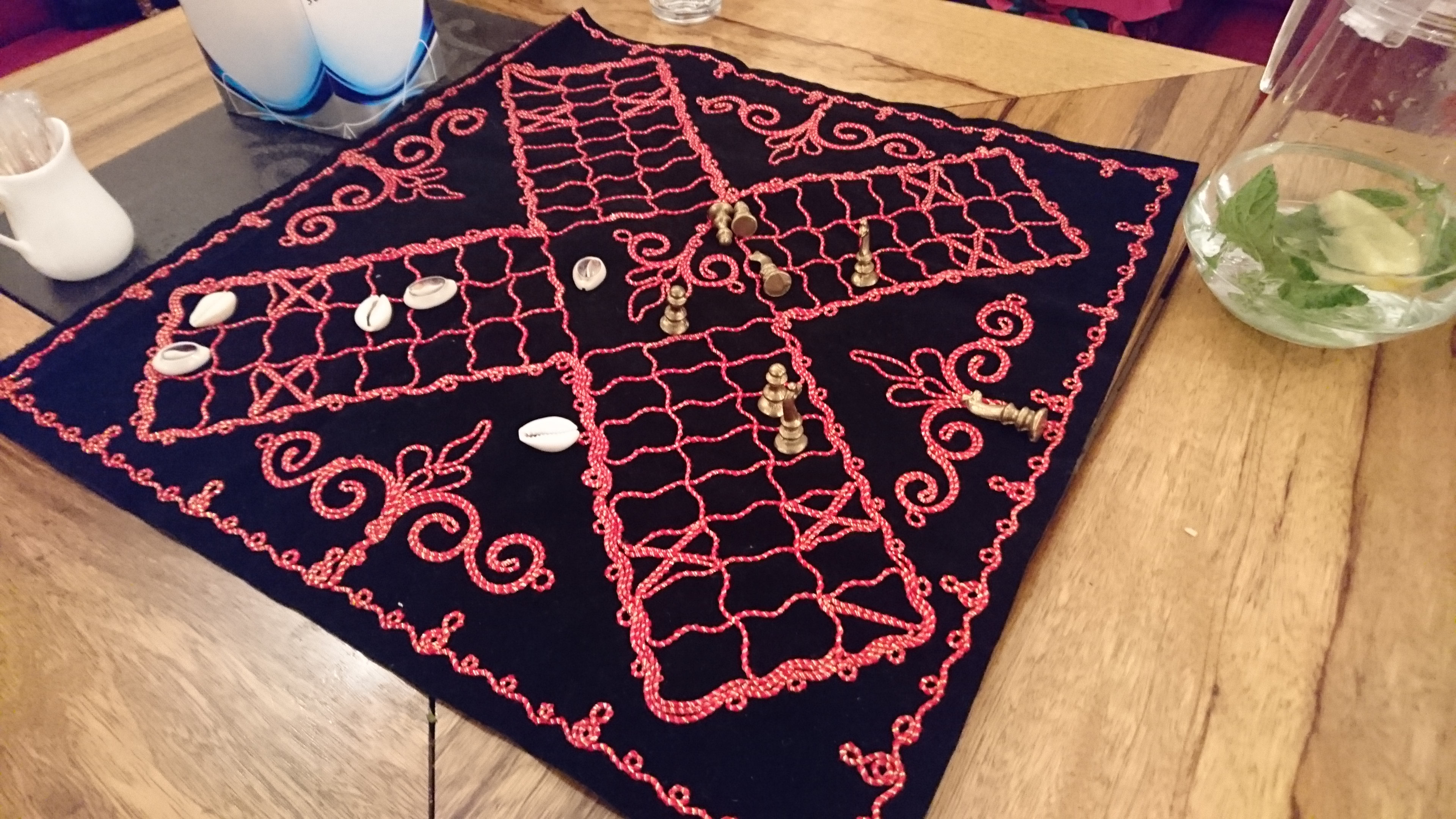
Barjee en Jordanie, plus proche de la version indienne

Plusieurs jeux se ressemblent beaucoup : le Pachisi (indien semble le plus ancien avec le patolli (méso-américain). Le pachisi semble avoir inspiré le parji (mongol : ᠫᠠᠷᠵᠢ) mongol, le Parcheesi, une version américaine sous marque du Pachisi), le Ludo (règles déposées en Angleterre en 1896), le Hâte-toi lentement suisse et le jeu des petits chevaux. Tous ont un tablier en forme de croix. Il existe également le yunnori coréen, d'origine chinoise, nommé « siwei xi » (四维戏, sì wéi xì) sous la dynastie Han (-206 – 220), qui a des règles similaires ; les pions sont également appelés chevaux, mais la forme du tablier est différente.
La filiation entre ces différents jeux est attestée par de nombreux historiens. Le Pachisi indien aurait été introduit aux États-Unis au milieu du XIXe siècle devenant le Parcheesi. Le Ludo est apparu en Grande-Bretagne à la fin du XIXe siècle. Il est inspiré du Pachisi, du Parcheesi ou des deux.
Le jeu des petits chevaux, probablement apparu autour de 1936 en France, est une variante de ces jeux pratiqués aux États-Unis et en Europe autour des années 1900. Il se différencie par l'utilisation de pions-chevaux et par une règle originale d'arrivée des pions. Il n'existe pas de refuge comme chez ses prédécesseurs.
Voir ci-dessous, un extrait de la publication Les jeux de pions à la Belle Époque dans Board Games Studies no 7 (Michel Boutin, 2005) :

« À la Belle Époque, les Français jouaient, probablement sans le savoir à un jeu britannique (Ludo), à une variante française issue du Ludo (Jeu de l'Eden), à une variante allemande également issue du Ludo, T'en fais pas, qui est la version française d'un jeu très populaire en Allemagne : Mensch ärgere dich nicht, ainsi qu'à une édition singulière et simplifiée du Parcheesi américain (appelé "Parcheesi, ou Jeu de l'Eden" par Watilliaux).
En dehors du Ludo (peu pratiqué en France), le Parcheesi (version française éditée par Watilliaux) et le Jeu de l'Eden n'ont pas survécu à la disparition de leurs éditeurs bien qu'une nouvelle variante du Ludo soit commercialisée dans les années 1930 sous le nom de La course aux couleurs.
Cependant, tous les enfants connaissent un jeu voisin, Les petits chevaux, dont la principale caractéristique est la numérotation des cases des quatre rangées qui conduisent les pions vers le centre. L'utilisation de ces cases numérotées conduit à des règles différentes selon les éditeurs et les époques.
En tout cas, les jeux de ce type sont apparus dans les catalogues des Grands Magasins et dans ceux de Manufrance à la fin des années 1930, aux côtés de La course aux couleurs, sous différentes appellations : "Petits chevaux", "Dadas", "Jeu des trotteurs", etc.
Le passage de pions neutres aux pions-chevaux pourrait dater des années 1910 puisque dans un ouvrage, édité en 1996 par le musée du jouet de Malines (Belgique), on peut voir une illustration d'un jeu (Horse gama) où le tablier est un Ludo mais les pions sont des chevaux. »

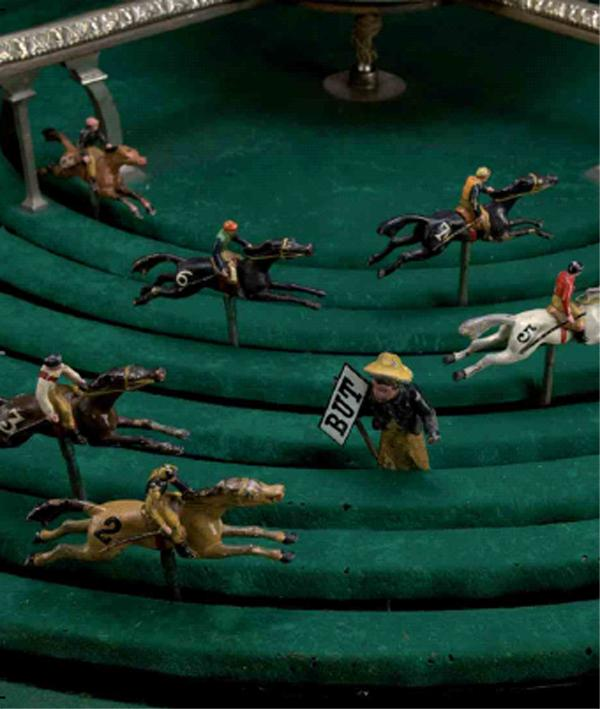
Le jeu de casino aussi appelé « jeu des petits chevaux » : musée suisse du jeu

## Homonyme
Le « jeu des petits chevaux » est aussi un autre jeu populaire au casino à la Belle Époque, sans rapport avec le jeu précédent. Ce jeu est par exemple mentionné le 2 avril 1911 dans une demande adressée par le marquis de Puybaudet au ministre de l'Intérieur pour l'ouverture du casino d'Alvignac « où l'on pourra jouer aux petits chevaux, à l'écarté ou au Baccara ». Il s’agissait de parier sur des chevaux qui avançaient sur un hippodrome selon un système mécanique.

Exemple de plateau de jeux